# Scaura atlantica
Scaura atlantica là một loài Hymenoptera trong họ Apidae. Loài này được Melo mô tả khoa học năm 2004.